# European Volleyball League 2016 (damer)
'European Volleyball League 2016 utspelade sig mellan 3 juni och 3 juli 2016. Det var den åttonde upplagan av turneringen och tolv landslag från CEV:s medlemsförbund deltog. Azerbajdzjan vann tävlingen för första gången genom att besegra Slovakien i finalen. Polina Rəhimova utsågs till bästa spelare.

## Regelverk

### Format
Tävlingen genomfördes i två rundor:
- Den första rundan bestod av gruppspel där lagen delades in i tre grupper om fyra lag. Alla lag mötte alla övriga lag i serien både hemma och borta. Vinnaren av varje grupp samt den bästa tvåan gick vidare till slutspel
- Slutspelet bestod av semifinaler och final. Varje möte bestod av hemma- och bortamatch. Om de bägge lagen vann lika många poäng spelades ett golden set.

### Rankningskriterier
Om slutresultatet blev 3-0 eller 3-1 tilldelades 3 poäng till det vinnande laget och 0 till det förlorande laget, om slutresultatet blev 3-2 tilldelades 2 poäng till det vinnande laget och 1 till det förlorande laget. 
Rankningsordningen definierades utifrån:
- Antal vunna matcher
- Poäng
- Kvot vunna / förlorade set
- Kvot vunna / förlorade poäng.
- Inbördes möten

## Deltagande lag
| Lag          | Turnering | Deltog senast                   |
| ------------ | --------- | ------------------------------- |
| Albanien     | Wild card | Debut                           |
| Azerbajdzjan | Wild card | European Volleyball League 2014 |
| Belarus      | Wild card | European Volleyball League 2011 |
| Frankrike    | Wild card | European Volleyball League 2012 |
| Grekland     | Wild card | European Volleyball League 2015 |
| Montenegro   | Wild card | Debut                           |
| Polen        | Wild card | European Volleyball League 2015 |
| Rumänien     | Wild card | European Volleyball League 2013 |
| Slovakien    | Wild card | Debut                           |
| Slovenien    | Wild card | European Volleyball League 2014 |
| Spanien      | Wild card | European Volleyball League 2014 |
| Ungern       | Wild card | European Volleyball League 2015 |

## Turneringen

### Gruppspelsfasen
| Grupp A   | Grupp B      | Grupp C   |
| --------- | ------------ | --------- |
| Albanien  | Azerbajdzjan | Grekland  |
| Belarus   | Frankrike    | Rumänien  |
| Polen     | Montenegro   | Slovenien |
| Slovakien | Spanien      | Ungern    |

#### Grupp A

##### Resultat
| 3 juni 2016 Hala Sportowo-Widowiskowa, Twardogóra Speltid: 2h:01 - Åskådare: 350  | Polen     | 3 - 1 | Albanien  | 21-25, 25-16, 27-25, 27-25        |
| 3 juni 2016 Hala Sportowo-Widowiskowa, Twardogóra Speltid: 1h:54 - Åskådare: 80   | Belarus   | 1 - 3 | Slovakien | 19-25, 26-24, 22-25, 24-26        |
| 4 juni 2016 Hala Sportowo-Widowiskowa, Twardogóra Speltid: 1h:40 - Åskådare: 70   | Albanien  | 1 - 3 | Slovakien | 22-25, 25-19, 17-25, 19-25        |
| 4 juni 2016 Hala Sportowo-Widowiskowa, Twardogóra Speltid: 2h:24 - Åskådare: 410  | Polen     | 3 - 2 | Belarus   | 22-25, 18-25, 27-25, 26-24, 17-15 |
| 5 juni 2016 Hala Sportowo-Widowiskowa, Twardogóra Speltid: 1h:58 - Åskådare: 90   | Albanien  | 2 - 3 | Belarus   | 25-17, 25-22, 11-25, 23-25, 10-15 |
| 5 juni 2016 Hala Sportowo-Widowiskowa, Twardogóra Speltid: 2h:02 - Åskådare: 550  | Slovakien | 3 - 2 | Polen     | 25-22, 25-18, 24-26, 19-25, 15-8  |
| 17 juni 2016 Pallati Sportit Ramazan Njala, Durrës Speltid: 2h:18 - Åskådare: 200 | Slovakien | 3 - 2 | Belarus   | 25-23, 25-21, 19-25, 15-25, 15-8  |
| 17 juni 2016 Pallati Sportit Ramazan Njala, Durrës Speltid: 2h:10 - Åskådare: 450 | Albanien  | 3 - 2 | Polen     | 23-25, 25-21, 31-29, 18-25, 15-13 |
| 18 juni 2016 Pallati Sportit Ramazan Njala, Durrës Speltid: 2h:01 - Åskådare: 150 | Belarus   | 3 - 1 | Polen     | 25-23, 25-22, 22-25, 25-18        |
| 18 juni 2016 Pallati Sportit Ramazan Njala, Durrës Speltid: 1h:50 - Åskådare: 300 | Slovakien | 3 - 1 | Albanien  | 22-25, 25-23, 25-18, 25-22        |
| 19 juni 2016 Pallati Sportit Ramazan Njala, Durrës Speltid: 2h:06 - Åskådare: 400 | Polen     | 3 - 1 | Slovakien | 25-21, 26-24, 13-25, 25-22        |
| 19 juni 2016 Pallati Sportit Ramazan Njala, Durrës Speltid: 1h:54 - Åskådare: 150 | Belarus   | 2 - 3 | Albanien  | 25-22, 22-25, 25-17, 25-27, 9-15  |

##### Sluttabell
| Pos. | Lag       | Pt | M | V | F | SV | SF | Kvot  | PV  | PF  | Kvot  |
| ---- | --------- | -- | - | - | - | -- | -- | ----- | --- | --- | ----- |
| 1    | Slovakien | 13 | 6 | 5 | 1 | 16 | 10 | 1.600 | 590 | 552 | 1.069 |
| 2    | Polen     | 10 | 6 | 3 | 3 | 14 | 13 | 1.077 | 599 | 614 | 0.976 |
| 3    | Belarus   | 8  | 6 | 2 | 4 | 13 | 15 | 0.867 | 614 | 597 | 1.029 |
| 4    | Albanien  | 5  | 6 | 2 | 4 | 11 | 16 | 0.688 | 574 | 614 | 0.935 |

#### Grupp B

##### Resultat
| 3 juni 2016 Sportska dvorana Topolica, Bar Speltid: 1h:21 - Åskådare: 150 | Azerbajdzjan | 3 - 0 | Frankrike    | 25-9, 25-23, 26-24                |
| 3 juni 2016 Sportska dvorana Topolica, Bar Speltid: 1h:16 - Åskådare: 900 | Montenegro   | 3 - 0 | Spanien      | 25-21, 25-20, 25-13               |
| 4 juni 2016 Sportska dvorana Topolica, Bar Speltid: 2h:07 - Åskådare: 80  | Frankrike    | 2 - 3 | Spanien      | 24-26, 22-25, 25-14, 25-16, 12-15 |
| 4 juni 2016 Sportska dvorana Topolica, Bar Speltid: 1h:22 - Åskådare: 900 | Azerbajdzjan | 3 - 0 | Montenegro   | 25-21, 25-23, 25-22               |
| 5 juni 2016 Sportska dvorana Topolica, Bar Speltid: 1h:46 - Åskådare: 60  | Spanien      | 1 - 3 | Azerbajdzjan | 16-25, 25-23, 17-25, 16-25        |
| 5 juni 2016 Sportska dvorana Topolica, Bar Speltid: 2h:04 - Åskådare: 950 | Frankrike    | 2 - 3 | Montenegro   | 19-25, 25-20, 25-21, 17-25, 9-15  |
| 10 juni 2016 Salle Colette-Besson, Rennes Speltid: 1h:15 - Åskådare: 200  | Montenegro   | 0 - 3 | Azerbajdzjan | 12-25, 21-25, 19-25               |
| 10 juni 2016 Salle Colette-Besson, Rennes Speltid: 2h:07 - Åskådare: 400  | Frankrike    | 3 - 2 | Spanien      | 25-23, 18-25, 22-25, 25-17, 15-11 |
| 11 juni 2016 Salle Colette-Besson, Rennes Speltid: 1h:37 - Åskådare: 200  | Azerbajdzjan | 3 - 1 | Spanien      | 25-14, 25-19, 14-25, 25-17        |
| 11 juni 2016 Salle Colette-Besson, Rennes Speltid: 1h:58 - Åskådare: 665  | Montenegro   | 2 - 3 | Frankrike    | 25-20, 13-25, 28-26, 21-25, 6-15  |
| 12 juni 2016 Salle Colette-Besson, Rennes Speltid: 1h:19 - Åskådare: 180  | Spanien      | 3 - 0 | Montenegro   | 25-19, 25-21, 27-25               |
| 12 juni 2016 Salle Colette-Besson, Rennes Speltid: 1h:19 - Åskådare: 610  | Azerbajdzjan | 3 - 0 | Frankrike    | 25-13, 25-23, 25-15               |

##### Sluttabell
| Pos. | Lag          | Pt | M | V | F | SV | SF | Kvot  | PV  | PF  | Kvot  |
| ---- | ------------ | -- | - | - | - | -- | -- | ----- | --- | --- | ----- |
| 1    | Azerbajdzjan | 18 | 6 | 6 | 0 | 18 | 2  | 9.000 | 488 | 374 | 1.304 |
| 2    | Spanien      | 6  | 6 | 2 | 4 | 10 | 14 | 0.714 | 477 | 540 | 0.883 |
| 3    | Frankrike    | 6  | 6 | 2 | 4 | 10 | 16 | 0.625 | 526 | 547 | 0.961 |
| 4    | Montenegro   | 6  | 6 | 2 | 4 | 8  | 14 | 0.571 | 457 | 487 | 0.938 |

#### Grupp C

##### Resultat
| 3 juni 2016 Bujtosi Szabadidő Csarnok, Nyíregyháza Speltid: 1h:23 - Åskådare: 350   | Grekland  | 3 - 0 | Rumänien  | 25-21, 25-15, 25-19        |
| 3 juni 2016 Bujtosi Szabadidő Csarnok, Nyíregyháza Speltid: 1h:31 - Åskådare: 2 000 | Ungern    | 0 - 3 | Slovenien | 21-25, 17-25, 24-26        |
| 4 juni 2016 Bujtosi Szabadidő Csarnok, Nyíregyháza Speltid: 1h:22 - Åskådare: 400   | Rumänien  | 0 - 3 | Slovenien | 21-25, 14-25, 21-25        |
| 4 juni 2016 Bujtosi Szabadidő Csarnok, Nyíregyháza Speltid: 1h:47 - Åskådare: 2 100 | Grekland  | 3 - 1 | Ungern    | 27-25, 25-15, 12-25, 25-15 |
| 5 juni 2016 Bujtosi Szabadidő Csarnok, Nyíregyháza Speltid: 1h:18 - Åskådare: 300   | Slovenien | 3 - 0 | Grekland  | 25-21, 25-18, 25-18        |
| 5 juni 2016 Bujtosi Szabadidő Csarnok, Nyíregyháza Speltid: 1h:36 - Åskådare: 1 900 | Rumänien  | 3 - 0 | Ungern    | 27-25, 25-22, 25-16        |
| 9 juni 2016 Indoor Sports Hall, Megalopolis Speltid: 1h:48 - Åskådare: 150          | Slovenien | 3 - 1 | Ungern    | 25-18, 25-19, 23-25, 25-23 |
| 9 juni 2016 Indoor Sports Hall, Megalopolis Speltid: 1h:22 - Åskådare: 800          | Grekland  | 3 - 0 | Rumänien  | 25-17, 25-20, 25-20        |
| 10 juni 2016 Indoor Sports Hall, Megalopolis Speltid: 1h:08 - Åskådare: 140         | Ungern    | 0 - 3 | Rumänien  | 17-25, 16-25, 15-25        |
| 10 juni 2016 Indoor Sports Hall, Megalopolis Speltid: 1h:18 - Åskådare: 820         | Slovenien | 3 - 0 | Grekland  | 25-21, 25-13, 25-23        |
| 11 juni 2016 Indoor Sports Hall, Megalopolis Speltid: 1h:15 - Åskådare: 110         | Rumänien  | 0 - 3 | Slovenien | 17-25, 18-25, 13-25        |
| 11 juni 2016 Indoor Sports Hall, Megalopolis Speltid: 1h:15 - Åskådare: 800         | Ungern    | 0 - 3 | Grekland  | 14-25, 17-25, 21-25        |

##### Sluttabell
| Pos. | Lag       | Pt | M | V | F | SV | SF | Kvot   | PV  | PF  | Kvot  |
| ---- | --------- | -- | - | - | - | -- | -- | ------ | --- | --- | ----- |
| 1    | Slovenien | 18 | 6 | 6 | 0 | 18 | 1  | 18.000 | 474 | 365 | 1.298 |
| 2    | Grekland  | 12 | 6 | 4 | 2 | 12 | 7  | 1.714  | 428 | 394 | 1.086 |
| 3    | Rumänien  | 6  | 6 | 2 | 4 | 6  | 12 | 0.500  | 368 | 411 | 0.895 |
| 4    | Ungern    | 0  | 6 | 0 | 6 | 2  | 18 | 0.111  | 390 | 490 | 0.795 |

### Slutspel
|  | Semifinaler  | Semifinaler | Semifinaler  | Semifinaler |   |           | Final | Final | Final | Final |  |
|  |              |             |              |             |   |           |       |       |       |       |  |
|  | Slovakien    | 3           | 3            | 6           |   |           |       |       |       |       |  |
|  | Slovakien    | 3           | 3            | 6           |   |           |       |       |       |       |  |
|  | Slovenien    | 2           | 1            | 1           |   |           |       |       |       |       |  |
|  | Slovenien    | 2           | 1            | 1           |   | Slovakien | 1     | 0     | 0     |       |  |
|  |              |             |              |             |   | Slovakien | 1     | 0     | 0     |       |  |
|  |              |             | Azerbajdzjan | 3           | 3 | 6         |       |       |       |       |  |
|  | Azerbajdzjan | 3           | Azerbajdzjan | 3           | 3 | 6         | 3     | 6     |       |       |  |
|  | Azerbajdzjan | 3           |              |             |   |           |       |       |       |       |  |
|  | Grekland     | 1           | 1            | 0           |   |           |       |       |       |       |  |

#### Semifinaler

##### Match 1
| 22 juni 2016 Arena Stožice, Ljubljana Speltid: 2h:05 - Åskådare: 600 | Slovenien | 2 - 3 | Slovakien    | 16-25, 25-18, 26-24, 17-25, 12-15 |
| 25 juni 2016 A.Y.S. Sport Hall, Baku Speltid: 1h:47 - Åskådare: 300  | Grekland  | 1 - 3 | Azerbajdzjan | 23-25, 21-25, 25-23, 19-25        |

##### Match 2
| 26 juni 2016 Aegon Arena, Bratislava Speltid: 1h:44 - Åskådare: 400 | Slovakien    | 3 - 1 | Slovenien | 25-18, 22-25, 25-13, 25-15 |
| 26 juni 2016 A.Y.S. Sport Hall, Baku Speltid: 1h:32 - Åskådare: 300 | Azerbajdzjan | 3 - 1 | Grekland  | 25-22, 9-25, 25-15, 25-16  |

#### Final

##### Match 1
| 30 juni 2016 City Hall, Nitra Speltid: 1h:51 - Åskådare: 500 | Slovakien | 1 - 3 | Azerbajdzjan | 19-25, 25-18, 22-25, 20-25 |

##### Match 2
| 3 juli 2016 Sports Games Palace, Baku Speltid: 1h:16 - Åskådare: 1 200 | Azerbajdzjan | 3 - 0 | Slovakien | 25-15, 25-22, 25-20 |

## Slutplaceringar
| Pos | Lag          |
| --- | ------------ |
|     | Azerbajdzjan |
|     | Slovakien    |
| 3   | Grekland     |
| 3   | Slovenien    |
| 5   | Polen        |
| 6   | Spanien      |
| 7   | Belarus      |
| 8   | Frankrike    |
| 9   | Rumänien     |
| 10  | Montenegro   |
| 11  | Albanien     |
| 12  | Ungern       |